# Pleurotellus filicinus
Pleurotellus filicinus är en svampart som först beskrevs av Josef Velenovský, och fick sitt nu gällande namn av Peter D. Orton 1960. Pleurotellus filicinus ingår i släktet Pleurotellus och familjen Inocybaceae.   Inga underarter finns listade i Catalogue of Life.